# Agustín Toledo
Alejo Agustín Toledo Gamarra (Guernica, 1 de marzo de 2000) es un futbolista argentino. Juega de mediocampista y su equipo actual es Temperley, de la Primera B Nacional.

## Trayectoria
Formado en las inferiores de Temperley desde los 14 años, fue promovido al primer equipo en 2020. Se afianzó como titular en la temporada 2022 en la Primera B Nacional, y renovó su contrato con el club em julio de 2022.
El 5 de enero de 2023, fue cedido a Rosario Central, de la Primera División de Argentina.
En 2024, pasó por Huracán, también de la Primera División de Argentina.
A comienzos de 2025, volvió a Temperley.

## Estadísticas
Actualizado al último partido disputado el 22 de diciembre de 2023.
| Club                      | Div.          | Temporada     | Liga  | Liga  | Copas nacionales | Copas nacionales | Copas internacionales | Copas internacionales | Total | Total |
| Club                      | Div.          | Temporada     | Part. | Goles | Part.            | Goles            | Part.                 | Goles                 | Part. | Goles |
| ------------------------- | ------------- | ------------- | ----- | ----- | ---------------- | ---------------- | --------------------- | --------------------- | ----- | ----- |
| Temperley Argentina       | 2.ª           | 2020          | 0     | 0     | 2                | 0                | —                     | —                     | 2     | 0     |
| Temperley Argentina       | 2.ª           | 2021          | 26    | 1     | 0                | 0                | —                     | —                     | 26    | 1     |
| Temperley Argentina       | 2.ª           | 2022          | 30    | 1     | 0                | 0                | —                     | —                     | 30    | 1     |
| Temperley Argentina       | Total club    | Total club    | 56    | 2     | 2                | 0                | 0                     | 0                     | 58    | 2     |
| Rosario Central Argentina | 1.ª           | 2023          | 11    | 0     | 15               | 0                | —                     | —                     | 26    | 0     |
| Rosario Central Argentina | Total club    | Total club    | 11    | 0     | 15               | 0                | 0                     | 0                     | 26    | 0     |
| Total carrera             | Total carrera | Total carrera | 67    | 2     | 17               | 0                | 0                     | 0                     | 84    | 2     |

## Palmarés

### Campeonatos Nacionales
| Título          | Equipo          | Año  |
| --------------- | --------------- | ---- |
| Copa de la Liga | Rosario Central | 2023 |